# Young's Seafood
Young's Seafood Ltd. er en britisk producent af frossen og frisk fisk og skaldyr, deres produkter udgør 40 % af den seafood, der konsumeres i Storbritannien hvert år. Virksomheden har hovedsæde i Grimsby, England. Det nuværende selskab blev etableret i 1999 ved en fusion mellem Young's og Bluecrest.